# Dai Yuqiang
Dai Yuqiang (chinois : 戴玉强 ; pinyin : dài qiáng), né le 12 mars 1963 dans le xian de Wen'an, ville-préfecture de Langfang, dans la province du Hebei[réf. nécessaire], en Chine, est un chanteur d'opéra ténor chinois de nationalité han. Il interprète principalement de l'opéra dans un style occidental, mais peut interpréter des chansons chinoises nationales ou de minorités.
Il a été l'élève de Luciano Pavarotti.